# الاختيار (فلم)
الاختيار فيلم مصري ألف روايته الروائي نجيب محفوظ وكتب نصه السينمائي وأخرجه المخرج المصري يوسف شاهين. كما قام بإنتاجه لصالح شركة مصر للأفلام الدولية.

## قصة الفيلم
الاختيار قصة حول الشيزوفرانيا (مرض انفصام الشخصية) حيث يكتشف الشرطة في بداية الفيلم جثة مجهولة الهوية، والتي سرعان ما يحددون هويتها لشخص اسمه «محمود». وتحوم شكوك رجلي المباحث المكلفين بالقضية حول «سيد» شقيق «محمود» بأنه القاتل. والذي يظهر بأنه مع عشيقته «بهية» «كمحمود» ومع زوجته «شريفة» «كسيد».

## الممثلون
شارك في الفيلم عزت العلايلي وهدى سلطان ومحمود المليجي ويوسف وهبي وسعاد حسني وسيف الدين شوكت

## الفريق الفني
- المخرج المساعد : علي بدرخان
- إدارة التصوير : أحمد خورشيد
- مونتاج : رشيدة عبد السلام
- موسيقى تصويرية : علي إسماعيل
- إخراج : يوسف شاهين

## روابط خارجية
- الاختيار على موقع IMDb (الإنجليزية)
- الاختيار على موقع الدهليز
- الاختيار على موقع قاعدة بيانات الأفلام العربية
- الاختيار على موقع قاعدة بيانات الفيلم (الإنجليزية)
- الاختيار على موقع ليتربوكسد (الإنجليزية)
- الاختيار على موقع كينوبويسك (الروسية)